# Energiemix
Unter Energiemix wird in der Wirtschaft und speziell in der Energiewirtschaft der Anteil der verschiedenen Energieträger am Primärenergieverbrauch eines Staates innerhalb eines Jahres verstanden.

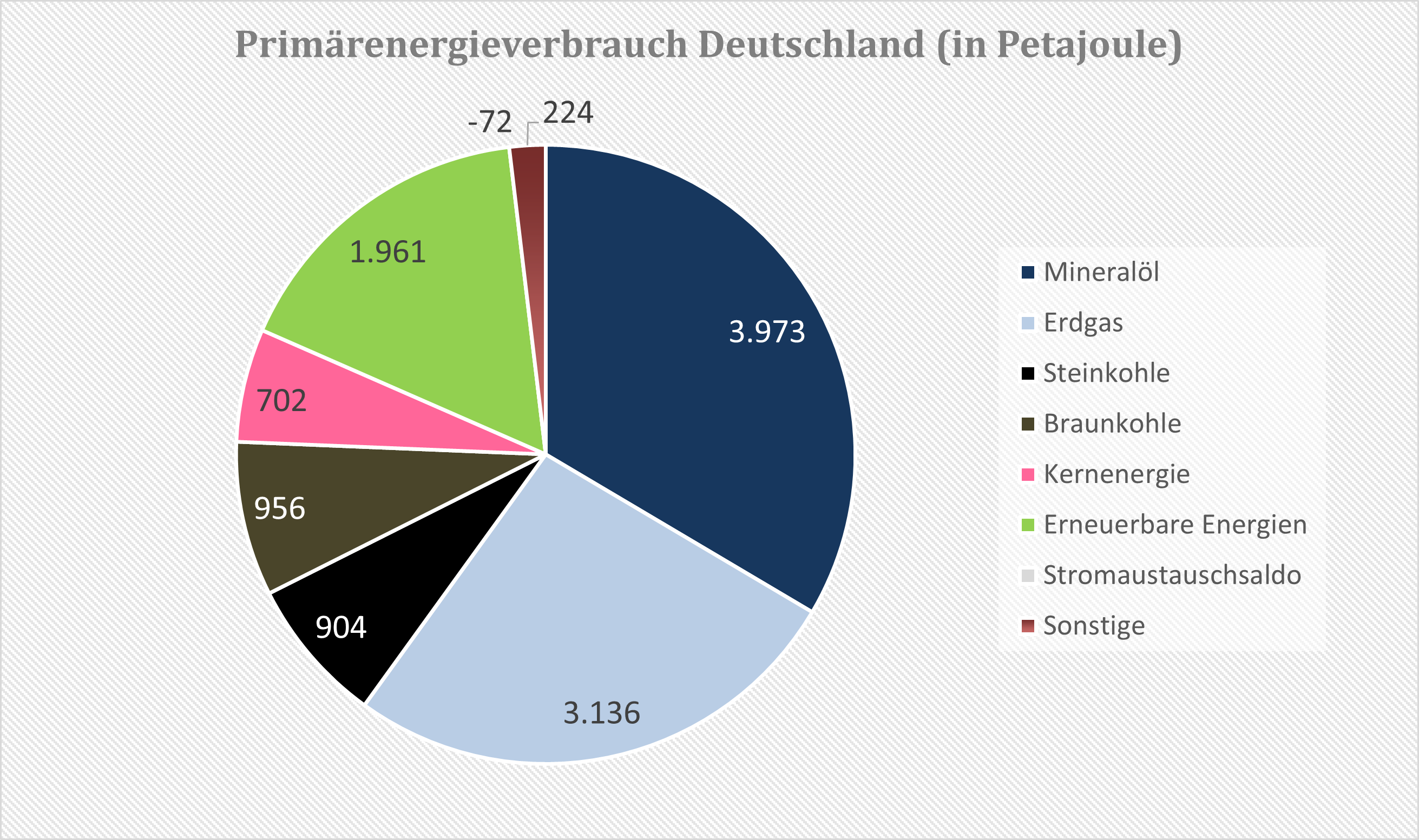
Primärenergieverbrauch Deutschland 2020 in Summe 11784 Petajoule (PJ) gemäß AGEB

## Allgemeines
Als Energieträger, die beim Energiemix eine Rolle spielen, kommen fossile Energien (Atomkraft, Erdgas, Erdöl, Kohle) und erneuerbare Energien (Bioenergie, Geothermie, Solarenergie, Wasserkraft und Windenergie) in Betracht. Strom ist dagegen eine Sekundärenergie, die durch verlustreiche Wandlung aus Primärenergien gewonnen wird. Der Stromverbrauch geht somit erst in den Endenergiebedarf ein. Der jährliche Primärenergieverbrauch eines Staates ergibt sich nach Abzug von Export und Lagerung (in Kohlenhalden, Erdgaskavernen, Öltanklagern oder Ölkavernen). Das jährliche Primärenergieaufkommen setzt sich aus Förderung, Import und Lagerentnahmen zusammen (siehe Energiebilanz).
Der Energiemix ist insbesondere in Staaten von Bedeutung, die einen hohen Endenergieverbrauch in der Wirtschaft aufweisen und gleichzeitig bei ihrer Energieversorgung auf den Import von Energieträgern wesentlich angewiesen sind. Der Krieg in der Ukraine 2022 hat diese Problematik offengelegt.

## Berechnung
Der relative Anteil {\displaystyle A_{t}} eines Energieträgers am gesamten Primärenergieverbrauch {\displaystyle V_{gesamt}} ergibt sich aus dem absoluten Verbrauch {\displaystyle V_{t}} an diesem Energieträger wie folgt:
{\displaystyle A_{t}={\frac {V_{t}}{V_{gesamt}}}}.
Der Energiemix ist die Darstellung der Anteile aller Energieträger in Allgemeinen in Form eines Kreisdiagramms. Die absoluten Anteile {\displaystyle V_{t}} werden in der Primärenergiebilanz eines Landes ermittelt (siehe Energiebilanz).

## Abgrenzung
Als Strommix wird der Anteil der Energieträger an der Stromerzeugung eines Staates verstanden. Nur ein Teil des Primärenergieverbrauchs, der beim Energiemix analysiert wird, geht in die Stromerzeugung. Nach der deutschen Energiebilanz von 2020 waren es in diesem Jahr in Deutschland etwa 25 % des Primärenergiebedarfs.

## Statistiken 2018 bis 2023

### Energiemix in Deutschland
Der Primärenergieverbrauch in Deutschland nach Energieträgern 2023 im Vergleich mit 2018:
| Energieträger        | Anteil am Primärenergieverbrauch 2018 | Anteil am Primärenergieverbrauch 2020 | Anteil am Primärenergieverbrauch 2022 | Anteil am Primärenergieverbrauch 2023 |
| -------------------- | ------------------------------------- | ------------------------------------- | ------------------------------------- | ------------------------------------- |
| Mineralöl            | 34,0 %                                | 33,7 %                                | 35,3 %                                | 35,9 %                                |
| Erdgas               | 23,4 %                                | 26,6 %                                | 23,6 %                                | 24,5 %                                |
| erneuerbare Energien | 13,8 %                                | 16,6 %                                | 17,2 %                                | 19,6 %                                |
| Braunkohle           | 11,3 %                                | 8,1 %                                 | 10,0 %                                | 8,5 %                                 |
| Steinkohle           | 10,9 %                                | 7,7 %                                 | 9,8 %                                 | 8,7 %                                 |
| Kernenergie          | 6,3 %                                 | 6,0 %                                 | 3,2 %                                 | 0,7 %                                 |
| Sonstige             | 0,4 %                                 | 1,9 %                                 | 1,7 %                                 | 1,8 %                                 |

Im Jahr 2020 wurden für Kernenergie in Deutschland insgesamt 702 Petajoule (PJ) in Form von Uranbrennstoff investiert, das entspricht 195 TWh freigesetzte Wärme, die in nur 64 TWh Strom umgesetzt wurden, Wirkungsgrad dabei 33 %. Eine Zweitnutzung der Abwärme für Fernwärme erfolgte dabei nicht (mehr).

### Importabhängigkeit in Deutschland
Die inländische Produktion von Steinkohle wurde im Januar 2019 beendet, seitdem wird der Energieträger vollständig importiert. Uran zur Kernenergienutzung wird zu 100 % importiert, nachdem die Gewinnung in Thüringen und Sachsen im Mai 2021 eingestellt wurde. Ebenso wird Erdöl und Erdgas fast vollständig aus dem Ausland bezogen. Die Importabhängigkeit einiger Energieträger wird aus folgender Tabelle deutlich:
| Energieträger | Importe 2020                                                                  | Importquote 2020 in % |
| ------------- | ----------------------------------------------------------------------------- | --------------------- |
| Erdöl         | 42 % aus Russland 14 % aus Vereinigtes Königreich 14 % aus Vereinigte Staaten | 098,0 %               |
| Erdgas        | 55 % aus Russland 31 % aus Norwegen 13 % aus Niederlande                      | 094,4 %               |
| Steinkohle    | 38,9 % aus Russland 17,5 % aus Vereinigte Staaten                             | 100,0 %               |
| Uran          | Frankreich, Kanada, Vereinigtes Königreich                                    | 100,0 %               |

### Energiemix in Europa
Der Energiemix nach dem Primärenergieverbrauch in Erdöl-Äquivalenten wurde international in einer Veröffentlichung von 2019 wie folgt beschrieben:
| Staat                  | Erdöl  | Erdgas | Kohle  | Kernenergie | erneuerbare Energien |
| ---------------------- | ------ | ------ | ------ | ----------- | -------------------- |
| Belgien                | 39,9 % | 25,3 % | 5,3 %  | 20,1 %      | 6,9 %                |
| Dänemark               | 35,6 % | 17,4 % | 11,5 % | 0,0 %       | 30,3 %               |
| Deutschland            | 32,7 % | 22,7 % | 24,9 % | 7,1 %       | 11,5 %               |
| Frankreich             | 28,5 % | 15,7 % | 3,5 %  | 43,0 %      | 10,1 %               |
| Italien                | 34,1 % | 38,5 % | 7,3 %  | 0,0 %       | 17,2 %               |
| Niederlande            | 37,8 % | 40,3 % | 13,7 % | 1,4 %       | 5,1 %                |
| Norwegen               | 29,8 % | 20,3 % | 2,8 %  | 0,0 %       | 51,2 %               |
| Österreich             | 35,1 % | 21,6 % | 8,9 %  | 0,0 %       | 30,2 %               |
| Polen                  | 26,0 % | 14,7 % | 49,5 % | 0,0 %       | 8,8 %                |
| Russland               | 23,7 % | 50,7 % | 15,5 % | 7,0 %       | 2,6 %                |
| Schweiz                | 38,6 % | 12,5 % | 0,5 %  | 23,2 %      | 22,3 %               |
| Spanien                | 42,3 % | 20,9 % | 8,8 %  | 12,7 %      | 14,5 %               |
| Vereinigtes Königreich | 33,9 % | 38,8 % | 6,6 %  | 10,4 %      | 8,6 %                |

Frankreich führt im Energiemix bei der Kernenergie, völlig ohne Kernenergie kommen Dänemark, Italien, Norwegen, Österreich und Polen aus. Den höchsten Anteil an erneuerbaren Energien weist Norwegen auf, das den größten Teil seiner Erdgas- und Erdölförderung exportiert. Den höchsten Erdgasanteil weist Russland auf, das diesen Energieträger jedoch selbst fördert und deshalb auch bei den übrigen Energieträgern einen hohen Selbstversorgungsgrad besitzt.

## Wirtschaftliche Aspekte
Auch beim Energiemix kann es Monostrukturen geben. Während die erneuerbare Energie fast ausnahmslos in Deutschland erzeugt wird (99,2 %), besteht bei fossiler Energie teilweise eine hohe und riskante Abhängigkeit von Importen. Um diese Monostrukturen zu verringern oder zu vermeiden, müssen Diversifizierungen den Energiemix so verändern, so dass einseitige Import- und Exportabhängigkeiten mit einzelnen Staaten ganz oder teilweise beseitigt werden. Zudem ist bei fossilen Energieträgern deren Reichweite zu berücksichtigen.
Die stetige Überwachung von Abhängigkeiten und Reichweiten sind die wesentlichen Aufgaben der Energiepolitik. Exportiert beispielsweise ein Land seine Güter oder Dienstleistungen überwiegend in ein einziges anderes Land, liegt eine maximale Monostruktur vor. Sie birgt das Risiko in sich, dass bei wirtschaftlichen Krisen (beispielsweise leidet das andere Land an Devisenmangel und kann sich die Importe nicht mehr leisten) oder politischen Konflikten (Boykott, Embargo) das importierende Land als Schuldner ausfällt. Bei monostrukturellen Importen besteht umgekehrt das gleiche Risiko, es muss vom Importeur-Staat aus minimiert werden. Das Risiko des importierenden Staates kann als Erfüllungsrisiko, das des exportierenden als Zahlungsrisiko eingestuft werden. Aus dieser Perspektive widerspricht das Projekt Nord Stream 2 den Regeln eines diversifizierten Energiemix.
Der Krieg in der Ukraine 2022 hat Risiken des deutschen Energiemixes in den Fokus gerückt. Die hohe Abhängigkeit von Importen von Energieträgern aus Russland birgt die Gefahr in sich, dass ein denkbarer russischer Exportstopp die deutsche Energiesicherheit beeinträchtigt. Wie Wirtschaftsminister Robert Habeck im März 2022 mitteilte, soll durch kurzfristig geschlossene Verträge die Abhängigkeit von russischem Erdgas (von 55 % auf 30 %), von Rohöl (35 % auf 25 %) und von Kohle (50 % auf 25 %) abgebaut werden.
Die internationale Energiewende hat wie die Energiewende in Deutschland absehbar enorme Auswirkungen auf den Energiemix. Da derartige Energiewenden durch staatliche Eingriffsverwaltung erfolgen, sind Desinvestitionen beim umfangreichen Sachanlagevermögen der Betreiber (Stilllegung von Bergwerken, Stilllegung von Atomanlagen) und Investitionen in Zukunftsmärkte (erneuerbare Energien) mit langfristigen Anpassungsmaßnahmen der Energiewirtschaft verbunden. Sehr lange Nutzungsdauern konnten dadurch nicht realisiert werden. Für viele, vorzeitig stillzulegende technische Anlagen war die Pay-back-Periode (Amortisation) noch nicht abgeschlossen, so dass eine vorzeitige Stilllegung nachträglich eine Fehlinvestition darstellt.